# Giorgio II di Bulgaria
Giorgio II di Bulgaria (spesso citato come Giorgio  Terter II, in bulgaro Георги Тертер II?; ... – 1323) è stato un sovrano bulgaro, imperatore (zar) di Bulgaria dal 1322 al 1323. La data esatta della sua nascita non è nota ma dovrebbe essere nato non prima del 1307.

## Biografia
Era figlio di Teodoro Svetoslav ed Eufrosina, e portava il nome di suo nonno Giorgio Terter I. Potrebbe aver governato come co-imperatore, assieme a suo padre, nel 1321, ma le fonti non sono chiare. Dopo la morte di suo padre nel 1322, venne attivamente coinvolto nellaguerra civile dell'impero bizantino, tra Andronico II Paleologo e suo nipote Andronico III Paleologo. Approfittando della situazione Giorgio Terter II invase la Tracia bizantina e, incontrando poca resistenza, nel 1322 conquistò la grande città di Filippopoli (Plovdiv) e parte dell'area circostante. I bulgari vi installarono un presidio sotto il comando di un generale di nome Ivan il Russo, e uno scriba di corte lodò Giorgio II dicendolo "possessore dello scettro bulgaro e di quello greco". Una nuova campagna, nello stesso anno, portò alla sottomissione di varie fortezze intorno ad Adrianopoli, ma venne poi sconfitto da Andronico III. L'imperatore bizantino era pronto per un'invasione della Bulgaria, quando ricevette la notizia della morte di Giorgio II, pare per cause naturali.
Giorgio II morì giovanissimo e non lasciò nessun figlio conosciuto. Gli succedette il suo lontano cugino Michele Asen III, più noto come Michele Shishman.